# 竹中直人の放送禁止テレビ
『竹中直人の放送禁止テレビ』（たけなかなおとのほうそうきんしテレビ）は、1985年に発売されたオリジナルビデオである。
ビデオの内容は、身体障害者を扱ったネタや下ネタなどが含まれており、非常に過激な内容となっている。竹中は2020年東京オリンピックの開会式への出演が予定されていたが、本作品の内容に問題がある事を理由に自ら辞退を申し出た。

## 出演者
- 久本雅美（WAHAHA本舗）
- 柴田理恵（WAHAHA本舗）
- 渡辺信子（WAHAHA本舗）
- 根本幸絵（子役）
- 喰始（WAHAHA本舗）
- 鈴木正人（WAHAHA本舗）
- 鈴木健治（子役）
- 林家こぶ平
- 直喜祐美（子役）
- 亀田美幸
- 吹越満（WAHAHA本舗）
- 松田洋子
- 梅垣義明（WAHAHA本舗）
- 佐藤正宏（WAHAHA本舗）
- 平井貴之
- 村松利史（WAHAHA本舗）
- 中山宏子（WAHAHA本舗）
- なんきん（WAHAHA本舗）
- 深沢寛
- 泉晴紀
- 松岡慎
- 小林昌子
- 竹尾学
- 菊池和香子
- 吉浪洋一
- 森下優子
- 竹中直人

## 収録コント
- ミュージカル その1
- 葬式クイズ
- 屍姦の48手
- 出身地当てゲーム
- テレフォン・ショッピング
- ミュージカル その2
- 車椅子の正しい使い方
- 松葉杖の正しい使い方
- 死体の正しい使い方
- 青年の主張
- スタント・ベイビー
- ディナー
- 放送禁止用語しりとり
- ミュージカル その3
- ボカシ・ピンポン
- 楽しき家族 その1
- 女性器家族
- 楽しき家族 その2
- 書の心
- 演芸会
- 夢の69
- 覗き部屋
- ヤリキュラ・マシーン
- 市民大学講座 核と人間
- シンクロナイズド・スイミング
- 家具SM
- ミュージカル その4
- ドミノ倒し
- 嘔吐エンディング